# Route nationale 326
Pour les articles homonymes, voir Route 326.
La route nationale 326, ou RN 326, était une route nationale française reliant Brienne-sur-Aisne (à l’est de Neufchâtel-sur-Aisne) à Rethel. À la suite de la réforme de 1972, la RN 326 a été déclassée en RD 926.

## Ancien tracé de Brienne-sur-Aisne à Rethel
Les principales communes desservies étaient :
- Brienne-sur-Aisne (km 0)
- Vieux-lès-Asfeld (km 6)
- Asfeld (km 7)
- Aire (km 11)
- Balham (km 12)
- Gomont (km 14)
- Herpy-l'Arlésienne (km 18)
- Condé-lès-Herpy (km 20)
- Château-Porcien (km 21)
- Barby (km 27)
- Rethel (km 31)